# Laurier (Washington)
Pour les articles homonymes, voir Laurier.
Laurier  est une census-designated place américaine de l'État de Washington dans le comté de Ferry. 
La population était de 1 habitant en 2010.